# Микрон (фабрика)
Микрон је била југославенска фабрика прецизне механике основана 1931. у Београду. Израђивала је и вршила поправке прецизних инструмената за ваздухопловство Краљевине Југославије.
У току Другог свјетског рата, фабрика је израђивала дијелове за окупатора, али је због саботажа производња текла споро. Послије Другог светског рата фабрика је национализована, а 1947. спојена са фабриком радио апарата под заједничким именом Никола Тесла.